# Philippe Starck

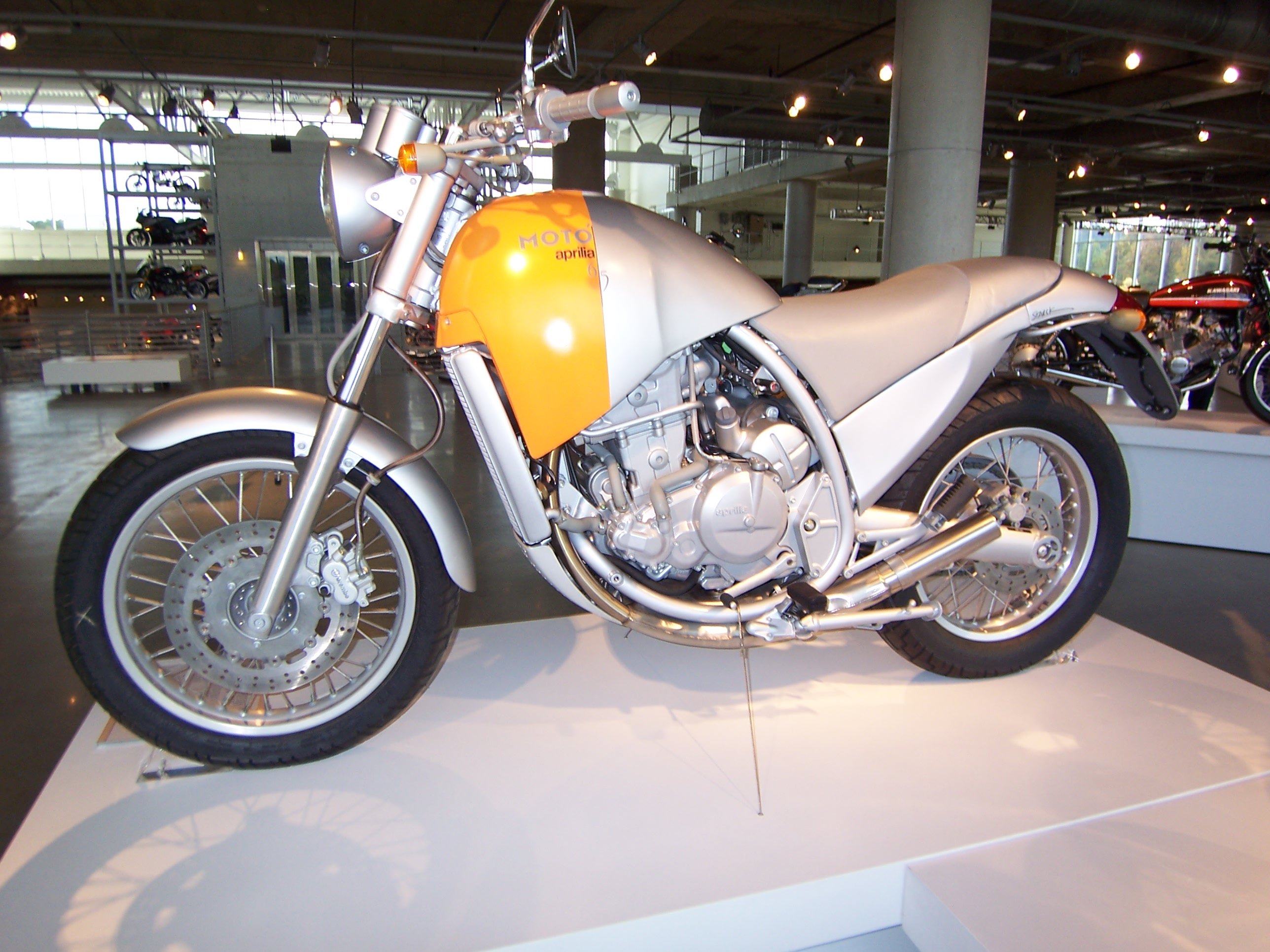
Motocykl Aprilia 6.5

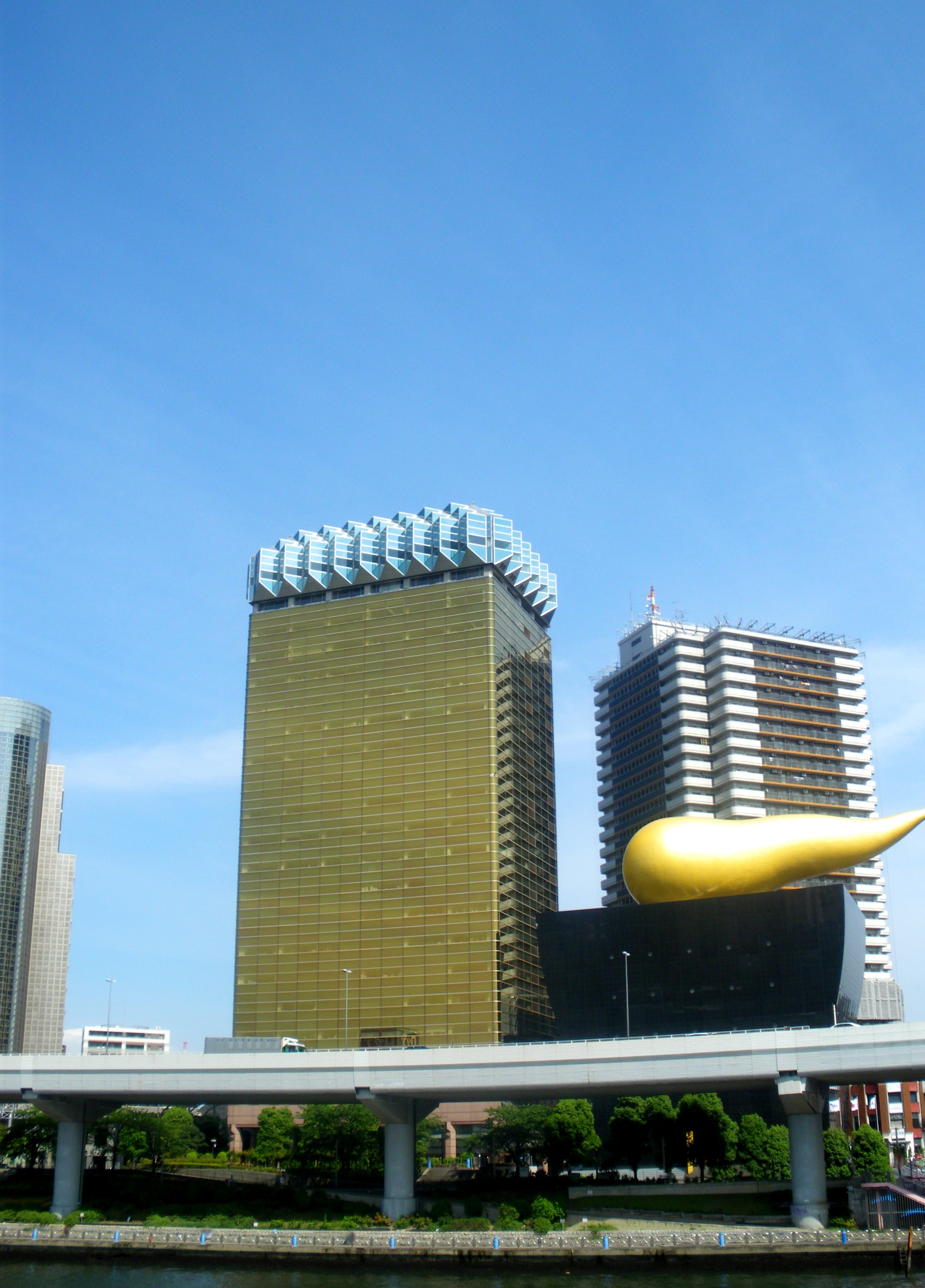
Piwiarnia Asahi w Asakusa

Philippe Starck (ur. 18 stycznia 1949 w Paryżu, stolicy Francji) – współczesny architekt i twórca wzornictwa.

## Życie i dzieło
Jest absolwentem szkoły l’École Nissim de Camondo w Paryżu. Od 1968 pracuje we własnej firmie projektowej. Jest autorem wielu masowych produktów codziennych, w tym opakowań, np. wody mineralnej Vitte czy wyciskacza do cytryn firmy Alessi. Projektuje także produkty ekskluzywne. W 1982 zaprojektował meble dla prezydenta Francji François Mitterranda do Pałacu Elizejskiego. Od 1981 projektuje dla autorskiej marki xO DESIGN.

## Kontekst i współpraca
Starck jest artystą wszechstronnym – projektuje meble, ubrania, urządzenia AGD, opakowania, pożywienie, łazienki, pojazdy (np. motocykl Aprilia 6.5), małą architekturę miejską oraz budynki. Współpracuje m.in. z firmami: Alessi, Kartell, Magis, Aprilla, JC Decaux, Puma AG.

## Wystawa w Polsce
Prace Philippe Starcka były prezentowane w Poznaniu, podczas Światowych Dni Innowacji w październiku 2009.

## Najważniejsze realizacje
- Pałac Elizejski, Paryż, apartamenty prezydenckie, 1982
- Le Café Costes, 1984
- piwiarnia Asahi w Asakusa (dzielnicy Tokio), Japonia
- poczekalnia kolejowa linii Eurostar, dworzec Gare du Nord, Paryż
- fundacja Baccarat, Paryż
- motocykl Aprilia 6.5, 1996
- hotel Delano, Miami, USA
- butelka korsykańskiej wody mineralnej St Georges
- Telefon Xiaomi Mi Mix 2